# August

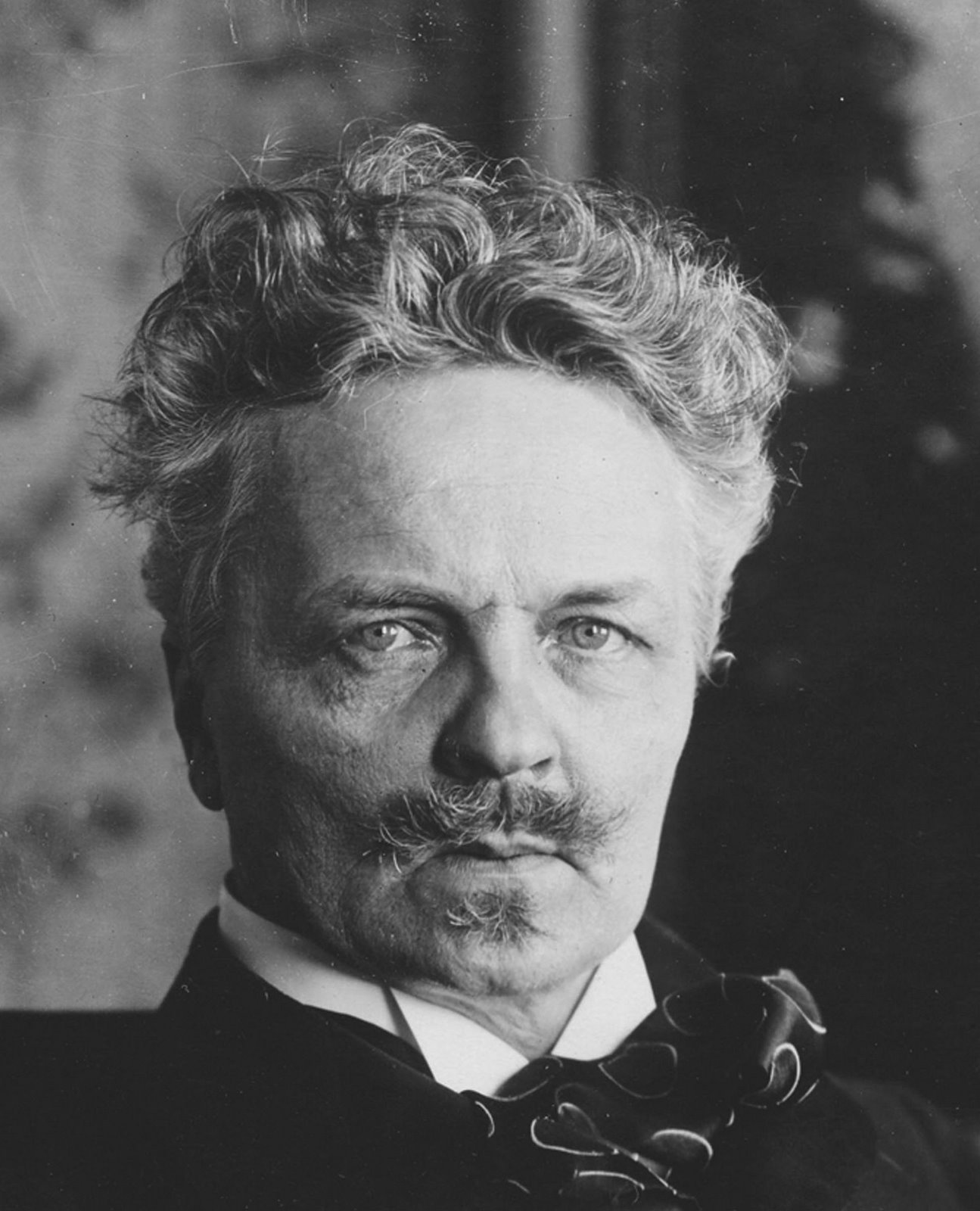
August Strindberg.

August är ett mansnamn med latinskt ursprung. Augustus betyder 'den (gudomligt) upphöjde' eller 'den vördnadsvärde' på latin. Det var ursprungligen ett hedersnamn tillägnat kejsar Augustus och kom därefter att användas som titel av flera romerska kejsare.
August håller åter på att bli ett vanligt pojknamn. Under 1990-talet blev August ett av de 100 vanligaste tilltalsnamnen bland nyfödda men det är fortfarande långt kvar till de nivåer som gällde i slutet av 1800-talet. Då var August ett riktigt modenamn och 1875 var August det fjärde vanligaste pojknamnet. Den 31 december 2005 fanns det totalt 6 324 personer i Sverige med namnet, varav 1 898 med det som tilltalsnamn. År 2003 fick 262 pojkar namnet, varav 135 fick det som tilltalsnamn. Två alternativa stavningar är Agust och Ågust.
Namnsdag: 7 januari. I den finlandssvenska namnsdagslängden har August namnsdag 7 januari sedan 1929, då en egen namnsdagskalender togs i bruk för finlandssvenskar.

## Personer med förnamnet August
- August III, polsk kung 1733
- August I, sachsisk kurfurste 1553
- August, svensk prins 1831, hertig av Dalarna, son till kung Oskar I
- August Filip, holsteinsk hertig 1627
- Salomon August Andrée, polarforskare, patentingenjör
- August Fredrik Arppe, finländsk teaterledare
- August Carl Eduard Baldamus, tysk ornitolog och grundare av det tyska ornitologiska sällskapet
- August Bebel, tysk socialdemokratisk politiker
- August Bernhardt, tysk skogsman
- August Blanche, författare
- August Bondeson, folklivsskildrare, författare
- August Bournonville, dansk balettdansör och koreograf
- August von Bulmerincq, tysk-baltisk vetenskapsman
- Auguste Comte, fransk filosof
- August Derleth
- Johan August Ekman, ärkebiskop
- Auguste Escoffier, fransk köksmästare
- August Hermann Francke
- August Horch, (1968–1951), tysk ingenjör, konstruktör och industriman. August Horch grundade bilmärkena Horch och Audi.
- August von Gneisenau
- August Gyldenstolpe
- August von Hartmansdorff
- August Wilhelm Heffter
- August von der Heydt
- August Hlond
- August Kekulé
- August Kumlin, svensk lantbrukare och riksdagsman
- August Lindberg (fackföreningsledare)
- August Lindberg (skådespelare)
- August Lösch, tysk ekonom
- August Macke
- August von Mackensen, tysk general
- August Wilhelm Malm
- August Malmström, konstnär
- August Meineke, tysk klassisk filolog
- August Meissner, tysk-svensk tonsättare och cellist
- August Müller (1848–1892), tysk orientalist
- August Müller (1873–1946), tysk socialdemokratisk politiker
- August Eberhard Müller (1767-1817), tysk musiker
- August Ferdinand Möbius, tysk matematiker och astronom
- August Palm, socialistisk pionjär och agitator
- August Petermann
- Auguste Piccard, schweizisk bergsbestigare och djuphavsforskare
- August Quennerstedt
- Auguste Rodin, fransk skulptör
- August Rydberg, svensk lantbrukare och riksdagsman
- August Stenman
- August Strindberg, författare
- August Stålberg, svensk affärsman
- August Sävström, politiker (S), talman
- August Söderman, kompositör
- Augusto Pinochet, chilensk militär och diktator.
- Carl August Hagberg, översättare av Shakespeare, ledamot av Svenska Akademien
- C.V.A. Strandberg, svensk skald, ledamot av Svenska Akademien
- Karl August av Augustenburg, danskfödd svensk kronprins
- Karl-August Fagerholm, finländsk socialdemokratisk politiker.
- Louis Auguste Blanqui, fransk socialist
- Per August Ölander, svensk tonsättare

### Fiktiva personer med förnamnet August
- August, en central figur i Knut Hamsuns romantrilogi som inleds med Landstrykere från 1927. Han är en representant för den nya tiden på gott och ont.[2]
- Tänkande August, en brottslig storskurk som mästerdetektiven Agaton Sax infångar och lyckas omvända till ett hederligt liv. Han blir därefter brottskonsult åt Agaton Sax, som låter bygga en brottsbekämpande datamaskin efter Augusts anvisningar. Som en ärehyllning till sin nye bundsförvant låter mästerdetektiven datamaskinen heta Tänkande August.

## Personer med August som efternamn
- Alba August
- Bille August
- Pernilla August